# Colonia Vista Alegre, Mexiko
Colonia Vista Alegre är en ort i Mexiko.   Den ligger i kommunen Irapuato och delstaten Guanajuato, i den centrala delen av landet, 270 km nordväst om huvudstaden Mexico City. Colonia Vista Alegre ligger 1 730 meter över havet och antalet invånare är 575.
Terrängen runt Colonia Vista Alegre är platt söderut, men norrut är den kuperad. Runt Colonia Vista Alegre är det tätbefolkat, med 790 invånare per kvadratkilometer. Närmaste större samhälle är Irapuato, 5,0 km öster om Colonia Vista Alegre. Runt Colonia Vista Alegre är det i huvudsak tätbebyggt.